# Grace Poe

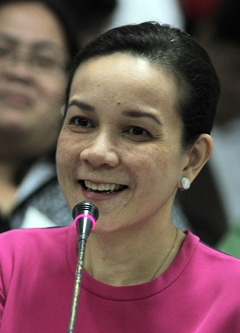
Grace Poe, 2012

Mary Grace Natividad Sonora Poe-Llamanzares (getauft am 3. September 1968 in Jaro, Iloilo City) ist eine philippinische Politikerin und Medienunternehmerin und seit 2013 Senatorin im Senat der Philippinen.

## Leben
Das Mädchen wurde als Säugling im Taufbecken der Kathedrale von Jaro gefunden und von Bischof Sin vor Ort auf den Namen Grace getauft. Das Kind wurde zunächst von ihrer Finderin Sayong Militar umsorgt, nach deren Ehemann das Mädchen den vollen Namen Mary Grace Natividad Sonora Militar erhielt. Eine Patenschaft übernahm die reiche Erbin Tessie Ledesma Valencia, die wiederum als Fan des Schauspielers Fernando Poe Jr. dafür sorgte, dass dieser mit seiner frischvermählten Frau Susan Roces das Findelkind adoptierte. Grace wuchs somit in dieser Familie auf; Poe und Roces hatten selbst keine Kinder. Erst 2004 wurde enthüllt, dass Fernando Poe die 1989 geborene uneheliche Tochter Lovi Poe (heutiger Name) hatte, die damit eine Halbschwester von Grace Poe ist.
Grace Poe studierte Entwicklungswissenschaften an der Universität der Stadt Manila und wechselte dann an das Boston College, wo sie 1991 einen Abschluss in Politikwissenschaften machte. In diesem Zusammenhang machte sie auch erste Wahlkampferfahrungen, als sie als College-Studentin im Team von William Weld arbeitete.
Sie lebte anschließend lange Zeit in Fairfax, USA. Grace Poe heiratete am 27. Juli 1991 Neil Llamanzares, einen Filipino mit US-Staatsbürgerschaft; das Paar hat einen Sohn (1992) und zwei Töchter (1998 und 2004). Von 1995 bis 1998 arbeitete sie in einer Montessori-Schule, danach für den United States Geological Survey. Privat ist von ihr bekannt, dass sie viel liest, Sport treibt, und einen schwarzen Gürtel in Taekwondo innehat.

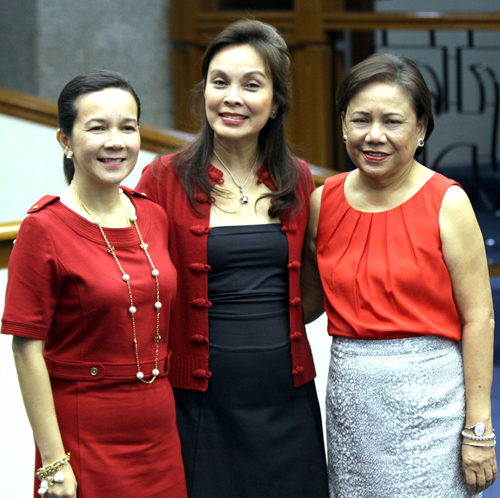
Philippinische Senatorinnen Poe, Legarda und Villar (von links)

### Politische Laufbahn
2004 unterlag ihr populärer Vater in den mutmaßlich gefälschten Präsidentschaftswahlen der Philippinen gegen seine Kontrahentin Arroyo und starb noch im Dezember des Jahres. Zum 8. April 2005 siedelte Grace Poe mit ihrer Familie in die Philippinen um, legte die US-Staatsbürgerschaft wieder ab und begann mit dem Aufbau einer politischen Karriere auf der Basis der Niederlage von Fernando Poe jr. Sie wurde zur Ehrenvorsitzenden seiner Parteibewegung, der FPJPM (FPJ for President Movemement) und setzte die von ihrem Vater angestoßenen Wohltätigkeitsprogramme fort. Sie übernahm auch seine Firma FPJ Productions und verwaltet seinen Nachlass.
Von 2010 bis 2012 war sie auf Wunsch von Präsident Benigno Aquino III. für zwei Amtszeiten die Vorsitzende des Movie and Television Review and Classification Board, welches in den Philippinen die Aufsicht über Altersfreigaben für Film und Fernsehen innehat, sowie Zensur ausüben kann. Dabei machte sie sich für die Durchsetzung bestehender Gesetze zu jugendgefährdenden Inhalten stark sowie für den Schutz von minderjährigen Schauspielern.
Sie kandidierte für den Senat der Philippinen und zog nach einem überwältigenden Wahlerfolg ab dem 30. Juni 2013 ins Parlament ein. Sie gewann auch ihre folgende Wiederwahl 2019, wobei sie die zweitmeisten Stimmen von allen Kandidaten erhielt. Sie ist offiziell parteilos, doch sie schloss sich bei diesen Wahlen erst dem Bündnis Team PNoy und später der Nationalist People’s Coalition an. In den drei Legislaturperioden ihrer Amtszeiten war sie jeweils Vorsitzende in folgenden Komitees: für Öffentliche Informationen und Massenmedien sowie für Öffentliche Ordnung und Drogen ab 2013; für Öffentliche Dienste ab 2016; und für die Aufsicht von Banken und Währungen ab 2019. Ihre politischen Projekte umfassten bislang ein Gesetz für die Förderung von ausländischer Filmindustrie auf den Philippinen; ein „1000-Tage-Gesetz“ zur besseren frühkindlichen Ernährung; ein Informationsfreiheitsgesetz für mehr politische Transparenz; ein Gesetz zur Finanzreform; die Verlängerung des Kriegsrechts in der Provinz Mindanao. Weiterhin ist sie Gegnerin der Bildung politischer Dynastien und Befürworterin des Föderalismus; sie setzt sich gegen Chinas Einfluss im indochinesischen Meer ein; im Nord-Borneo-Konflikt mit Malaysia vertritt sie die nationale philippinische Position, dass die Region vor dem Hintergrund des Sultanats von Sulu zu den Philippinen gehört. Sie befürwortet Verhütung, hat eine unklare Haltung zur Abtreibung, hat eine positive Einstellung zu gleichgeschlechtlicher Partnerschaft, setzt sich gegen das Scheidungsrecht ein und hat seit 2017 eine Kehrtwende in der Thematik der Todesstrafe vollzogen, welche sie nunmehr ablehnt. Weiterhin vertritt sie progressive Positionen in den Themen Umwelt, Rechten von Minderheiten und Auslandsfilipinos, und setzte sich für verschiedene Infrastrukturprojekte ein.
Für ihre Präsidentschaftskandidatur 2016 gründete sie eine Plattform namens Partido ng Galing at Puso (wörtlich Partei mit Geist und Herz). Ihre Teilnahme an der Wahl war rechtlich umstritten, doch als gebürtige Filipina mit einer nunmehr zehn Jahre währenden Aufenthaltsdauer im Land konnte sie nicht von der Wahl ausgeschlossen werden. Sie errang mit 21,39 % den dritten Platz hinter Rodrigo Duterte und Mar Roxas.